# Леди Бертилак
Леди Бертилак (англ. Lady Bertilak; в некоторых переводах — «Берсилак» (Bercilak) и «Бернлак» (Bernlak)) — персонаж из артурианской поэмы неизвестного автора XIV века «Сэр Гавейн и Зелёный Рыцарь». Её муж Лорд Бертилак (Зелёный рыцарь) приказывает леди соблазнить сэра Гавейна, чтобы проверить его «чистоту».

## Анализ
Леди Бертилак, хозяйка дома, в котором гостит главный герой поэмы «Сэр Гавейн и Зелёный Рыцарь», — один из самых выдающихся персонажей произведения. Она появляется в поэме вместе c пожилой женщиной (которая позже оказывается тетей Гавейна Морганой Ле Фэй). Обе женщины обладают как женской уязвимостью, так и силой, и они всегда вместе. Хозяин поместья Лорд Бертилак настаивает, чтобы Гавейн свободно общался с двумя женщинами и сидел между ними во время обедов. Гавейн находит их очень гостеприимными.
Неожиданно Леди Берсилак одна приходит в покои Гавейна. Это повторяется на следующее утро и на третий день. Каждый раз девушка выглядит всё более соблазнительно, причем в последний раз она появляется в простом платье, с непокрытыми волосами и без косметики. Каждый раз она приходит к постели Гавейна на рассвете, когда тот спит, и играет с ним, ухаживая и обольщая. Героиня совсем не похожа на обычных средневековых женщин. Претендуя на 122 строчки речи в поэме, Леди Бертилак играет важнейшую роль в испытании чести, верности и, самое главное, честности сэра Гавейна посредством своих сексуальных намеков. Она становится «потенциальной угрозой исключительному мужскому кодексу рыцарского поведения». Самое интересное в этих сценах — дилемма сэра Гавейна. Он должен быть вежлив с Леди Бертилак (рыцарский кодекс) и в то же время верен её мужу. Поворотный момент происходит, когда Гавейн понимает, что Леди Бертилак была использована мужем в качестве инструмента соблазнения, чтобы испытать его. Это предательство приводит сэра Гавейна к 21 строке: «Атаковать всех женщин за их обманчивость и вероломство». Однако именно от Леди Бертилак Гавейн получает пояс, наделенный силой защищать его владельца «от любого, кто попытается ударить его». Взяв пояс, Гавейн оставляет его себе как напоминание о своей трусости, тем самым предав сделку с Лордом Бертилаком об обмене всем, что оба добудут за дни пребывания Гавейна в поместье.

## Жадность и искушение
В поэме «Сэр Гавейн и Зелёный Рыцарь» жадность и искушение — две характерные черты, которые заставляют Леди Бертилак обманывать Гавейна. Она постоянно искушает Гавейна взять её вещи, говоря ему, что они будут защищать его. Одним из самых значительных подарков Леди Бертилак становится кольцо. Но Гавейн отказывается от него, пусть даже оно носит защитный характер, оно слишком дорогое. Леди Бертилак коварно делает Гавейну ещё одно предложение, менее ценное: зелёный пояс, обладающий защитной силой. И именно здесь Гавейн уступает, потому что пояс имеет совсем небольшую ценность. Леди знает об обещании Гавейна Лорду — отдавать ему все, что он получает каждый день. Она играет на этом обещании, чтобы соблазнить Гавейна своими подношениями, потому что знает, что он не сообщит об этом её мужу и сохранит пояс для битвы с Зелёным рыцарем.

## Леди Бертилак в кино
Поэма «Сэр Гавейн и Зелёный Рыцарь» экранизировалась трижды:
- в 1973 году («Сэр Гавейн и Зелёный Рыцарь[англ.]»)[5],
- в 1984 году («Меч храбреца: Легенда о сэре Гавейне и Зелёном рыцаре»)[6],
- в 2021 году: фэнтези Дэвида Лоури «Легенда о Зеленом рыцаре» вышло в российский прокат 29 августа. Леди Берсилак в картине сыграла Алисия Викандер.